# Beauce-Sartigan
Beauce-Sartigan – regionalna gmina hrabstwa (MRC) w regionie administracyjnym Chaudière-Appalaches prowincji Quebec, w Kanadzie. Stolicą jest miasto Saint-Georges. Składa się z 16 gmin: 1 miast, 9 gmin, 2 wsi i 4 parafii.
Beauce-Sartigan ma 50 962 mieszkańców. Język francuski jest językiem ojczystym dla 98,8%, angielski dla 0,8% mieszkańców (2011).